# Kontek
Kontek är en 170 kilometer lång högspänd likströmskabel  som går mellan Bjæverskov i Danmark, och Bentwisch i Tyskland. Kabeln, som ägs av Energinet och 50Hz, har en total överföringskapacitet på 600 MW. 
Förbindelsen består av en  
52 km lång sjökabel under Storstrømmen och Östersjön mellan Gedser Odde och  Warnemünde samt 120 km landbaserad kabel, varav 106 km i Danmark och 14 km i Tyskland. Den invigdes år 1995 och var då världens längsta kontinuerliga högspända likströmskabel under jord. Kabeln är tillverkad av NKT. 
Sjökablen byttes ut mot en ny av annan typ omkring år 2010  och den tyska delen av kabeln har nått sin tekniska livsålder och kommer att bytas ut.